# Médaille Heidi-Krieger
Pour les articles homonymes, voir Heidi et Krieger.
La médaille Heidi-Krieger est un prix décerné par l'association d'aide aux victimes du dopage de Weinheim. Elle est attribuée à des personnes qui se sont illustrées dans le combat contre le dopage dans le sport. Elle porte de nom de la championne d'Europe du lancer du poids en 1986 Heidi Krieger qui est devenue Andreas Krieger.

## Lauréats
- 2000 : le médecin Christian Straßburger[1] ;
- 2001 : l'auteure Brigitte Berendonk (Doping Dokumente: Von der Forschung zum Betrug)[2] ;
- 2003 : l'historien du sport Giselher Spitzer pour son travail sur le système sportif dans la République démocratique allemande[3] ;
- 2005 : la biathlète Antje Harvey[4] ;
- 2007 : l'athlète Anne-Kathrin Elbe pour ses engagements contre le dopage.
- 2012: Le journaliste Herbert Fischer-Solms de la radio Deutschlandfunk
- 2014: Werner Franke, professeur de biologie moléculaire et cellulaire au centre de recherche contre le cancer d'Heidelberg, internationalement reconnu comme un expert dans les questions de dopage[5] ;
- 2016: Yuliya Stepanova, athlète russe[6] ;
- 2018: Anne Drescher (de), Commissaire d'État pour les archives du service de sécurité de l'État de l'ancienne RDA dans le Land de Mecklembourg-Poméranie-Occidentale[7].